# Sinthusa pallidior
Sinthusa pallidior är en fjärilsart som beskrevs av Hans Fruhstorfer 1912. Sinthusa pallidior ingår i släktet Sinthusa och familjen juvelvingar. Inga underarter finns listade i Catalogue of Life.